# Radioåret 2012

## Händelser

### Januari
- 12 januari – National Latino Broadcasting börjar samarbeta med Christina Saralegui för att starta en ny kanal på spanska, Christina Radio, via Sirius XM 146, med flera generationer Hispanics som målgrupp.[1]

### September
- 7 september – SR Jönköping byter lokaler, från Bäckalyckan till Barnarpsgatan.[2]

### December
- 1-24 december – Siri och ishavspiraterna är Sveriges Radios julkalender.

## Avlidna
- 11 oktober – Hasse Tellemar, 88, svensk radioprogramledare och musiker.[3]
- 27 december – Sören Wibeck, 61, svensk författare och radiojournalist.[4]

### Fotnoter
1. ↑  "National Latino Broadcasting Launches Cristina Radio On SiriusXM" from All Access (10 januari 2012)
2. ↑  ”På plats i nya radiohuset”. Sveriges Radio Jönköping. 7 september 2012. http://sverigesradio.se/sida/artikel.aspx?programid=91&artikel=5261406. Läst 10 september 2012.
3. ↑  ”Hasse Tellemar död”. Svenska Dagbladet. http://blog.svd.se/kultur/2012/10/11/hasse-tellemar-dod/. Läst 11 oktober 2012.
4. ↑  ”Radioprofilen Sören Wibeck har avlidit”. Jnytt.se. 28 december 2012. Arkiverad från originalet den 20 september 2015. https://web.archive.org/web/20150920022049/http://www.jnytt.se/radioprofilen-soren-wibeck-har-avlidit. Läst 5 juni 2013.